# Necrosi asèptica òssia
La necrosi asèptica òssia, o osteonecrosi, o necrosi avascular òssia, o infart ossi, o necrosi òssia isquèmica, és una malaltia on hi ha mort cel·lular (necrosi) dels components dels ossos a causa de la interrupció del subministrament de sang. Sense sang, el teixit ossi (i l'os) es col·lapsa. Si la necrosi afecta els ossos d'una articulació, sovint condueix a la destrucció de les superfícies articulars que hi ha a sobre.

## Causes
Hi ha moltes teories sobre què causa la necrosi avascular. Propostes de factors de risc inclouen, quimioteràpia, alcoholisme, ús excessiu de glucocorticoides, posttraumatisme, síndrome descompressiva, compressió vascular, hipertensió arterial, vasculitis, embòlia arterial i trombosi, danys causats per la radiació, presa de bifosfonats (especialment la mandíbula), anèmia de cèl·lules falciformes, malaltia de Gaucher, i busseig profund. En alguns casos és idiopàtica (sense causa trobada). L'artritis reumatoide i el lupus també són causes comuns. L'exposició perllongada a altes pressions (com l'experimentada per bussos militars i comercials) s'hi ha relacionat, encara que la relació no és ben clara.

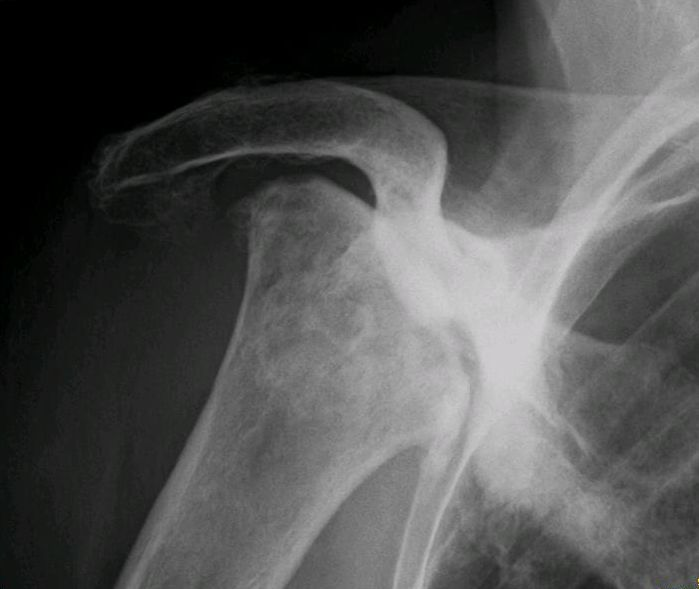
Radiografia d'una necrosi asèptica òssia de tot el cap de l'húmer dret. Dona de 81 anys amb diabetis de llarga evolució.
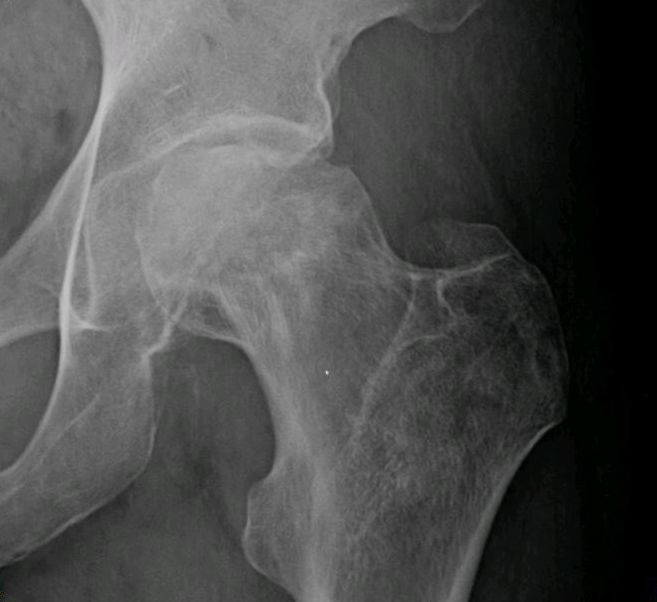
Radiografia d'una necrosi asèptica òssia del cap femoral esquerra. Home de 45 anys amb SIDA.
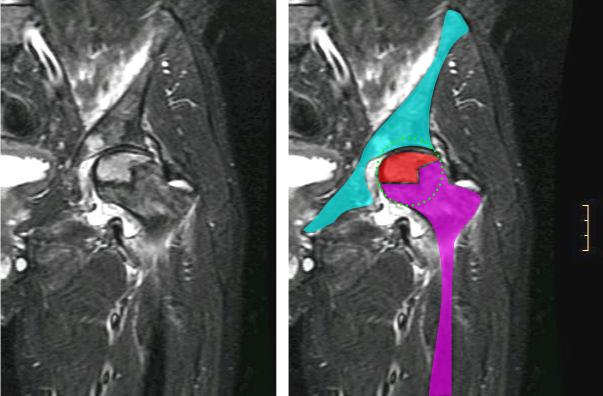
Ressonància magnètica nuclear d'una necrosi asèptica òssia del cap femoral esquerra. Home de 45 anys amb SIDA.